# Charles August Nichols
Charles August Nichols (Milford, 15 settembre 1910 – Los Angeles, 23 agosto 1992) è stato un animatore e regista cinematografico statunitense. Ha lavorato nell'animazione per oltre 50 anni presso i Walt Disney Animation Studios e Hanna-Barbera. Alla Disney, ha lavorato su vari cortometraggi e film dagli anni '40 agli anni '50, tra cui il cortometraggio vincitore dell'Academy Award Toot, Whistle, Plunk and Boom (1953). Nichols ha co-diretto Charlotte's Web (1973) mentre era alla Hanna-Barbera.

## Biografia
Come animatore per la Disney, il suo primo credito è stato per il film Pinocchio, dove è stato il principale animatore per il malvagio Cocchiere. Durante la Seconda Guerra Mondiale, Nichols ha animato diversi cortometraggi, tra cui First Aiders (1944) e numerosi cartoni animati con il personaggio Pluto. Gli autori de The World Encyclopedia of Cartoons hanno opinato che lo stile di animazione di Nichols ha reso Pluto un "personaggio ancora più simpatico." Nichols ha diretto Mickey and the Seal (1948) e Morris the Midget Moose (1950). Successivamente ha animato per il film del 1951 Alice nel Paese delle Meraviglie.
Insieme a Ward Kimball, Nichols ha co-diretto due film nel 1953: Melody, notevole per essere il primo film in 3D della Disney, e Toot, Whistle, Plunk and Boom. Quest'ultimo ha ricevuto un Premio Oscar come Miglior Cortometraggio Animato. Nichols ha lavorato sulla serie antologica Disneyland negli anni '50, incaricato di combinare nuove riprese realizzate per la serie con produzioni più datate, come cartoni animati e segmenti live action. In seguito, Nichols è stato regista della serie live action The Mickey Mouse Club.
È diventato un punto fermo nello studio Hanna-Barbera, dirigendo gran parte delle loro produzioni dagli anni '60 agli anni '80. Nichols ha diretto Jonny Quest e Space Ghost a tema avventuroso oltre a Ernesto Sparalesto comico, I pronipoti e Gli antenati. Nel 1966, Nichols ha lavorato come direttore dell'animazione per Un uomo chiamato Flintstone.
Nichols ha continuato a dirigere presso Hanna-Barbera negli anni '70, lavorando su I Superamici, La furia di Hong Kong, Goober e i cacciatori di fantasmi, e The Scooby-Doo Show. Con Iwao Takamoto, ha co-diretto il lungometraggio animato Charlotte's Web (1973). In una recensione mista, il The New York Times ha ritenuto che l'animazione fosse "non interessante" ma ha notato che il film rimaneva fedele al libro su cui era basato. Takamoto ha opinato che Nichols fosse una "leggenda poco nota" che raramente veniva riconosciuto per il suo lavoro nell'animazione. È stato fortemente coinvolto nella produzione di Josie e le Pussycats, insieme a Takamoto e Hoyt Curtin.
È anche accreditato come Nick Nichols in Scooby's All-Stars su ABC (il titolo della seconda stagione di Scooby's All-Star Laff-A-Lympics). Negli anni '80, Nichols ha lavorato per Ruby-Spears, fornendo direzione animata per ABC Weekend Specials e Alvin and the Chipmunks. Inoltre, ha diretto i film televisivi animati Scooby-Doo e la scuola del brivido e Il buono, il cattivo e Braccobaldo (entrambi usciti nel 1988). Verso la fine della sua carriera, Nichols è tornato alla Disney, lavorando su Le nuove avventure di Winnie the Pooh, Darkwing Duck e Goof Troop, quest'ultimo andato in onda postumo.

## Filmografia

### Film
- Pluto e la primavera
- Pronto soccorso
- Dog Watch
- Pluto il casanova
- La leggenda della Roccia del Coyote
- Pluto babysitter

### Televisione
- Top Cat
- Magilla Gorilla
- Peter Potamus
- Jonny Quest
- Frankenstein Jr. e gli impossibili
- Space Ghost
- Birdman
- Wacky Races
- Le avventure di Penelope Pitsop
- Dastardly e Muttley e le macchine volanti
- I gatti di Cattanooga
- Josie e le Pussycats
- Harlem Globetrotters
- Speed Buggy
- Goober e i cacciatori di fantasmi
- La famiglia Addams - 1973